# Johnny Glasel
John Glasel (auch Johnny Glasel, eigentlich Joseph Samuel Glasel, * 11. Juni 1930 in Manhattan, New York City; † 8. Dezember 2011 in New Jersey) war ein US-amerikanischer Jazztrompeter und Musiker-Gewerkschafter.

## Leben und Wirken
Glasel spielte in den 1940er Jahren bei Bob Wilber und wirkte bei dessen Aufnahmen mit Sidney Bechet mit. Anfang der 1950er Jahre studierte er an der Yale School of Music und begann seine Musikerkarriere bei New Haven Symphony Orchestra und verschiedenen Kammermusikensembles neben Auftritten mit Jazzmusikern. Ende der 1950er Jahre lebte er in New York, spielte in einer von Ray McKinley initiierten Glenn-Miller-Tributband, in Orchestern am Broadway und in der Radio City Music Hall. Er gehörte mit Bob Wilber dem Ensemble The Six an und spielte bei Bill Russo. Unter eigenem Namen legte er einige Alben vor. 1959 formierte er das John Glasel Brasstet, dem u. a. Eddie Bert, Gene Allen, Louis Mucci, Jimmy Buffington, Dick Cary, John Drew und Ed Shaughnessy angehörten; die Aufnahmen erschienen erst 45 Jahre später.
1961 spielte er bei John Carisi, als dieser drei Titel aufnahm, die unter dem Namen Gil Evans Orchestra: Into the Hot bei Impulse erschienen, 1962 nahm er mit Barry Miles auf. In den folgenden Jahren arbeitete er als Sessionmusiker im Easy Listening und Pop-Bereich, u. a. mit John Denver, Walter Wanderley und Astrud Gilberto (I Haven't Got Anything Better to Do 1969), in den 1970ern mit Roberta Flack und Eddy Mitchell (Made in USA). Anfang der 1980er Jahre wurde Glasel Vorsitzender der Musikergewerkschaft Local 802 in New York City; ein Amt, das er bis 1992 innehatte. 1982 nahm er mit Dick Meldonian auf (’S Wonderful).
Im Hauptberuf arbeitete er im Bereich der Gesundheitsvorsorge (Health care)  in New Jersey und gehörte auch einer Kommission zur Reform der Institution an. Er schrieb über die Reform von Health care und andere soziale Themen.  Er lebte zuletzt in New Jersey.

## Diskographische Hinweise
- Bob Wilber/John Glasel: The Six (Bethlehem Records) mit Sonny Truitt, Bill Britto, Eddie Phyfe, Bob Hammer[2]
- Jazz Session (ABC-Paramount, 1956) mit Dick Garcia, Perry Lopez, Whitey Mitchell, Osie Johnson
- The John Glasel Brasstet (1959, veröffentlicht als Westchester Workshop, Fresh Sound Records, 2004)
- Free Fall (Columbia Records, 1963)